# Sungnyung
Sungnyung là một thức uống truyền thống của Hàn Quốc được làm từ gạo cháy.
Thức uống này thường được làm từ các nurungji, lớp vỏ gạo hoặc rang (nhưng không cháy) nằm ở đáy nồi sau khi nấu cơm. Nước sôi được đổ vào lớp vỏ màu nâu này, nồi được đậy nắp, và được đun để hơi sôi cho đến khi nước đạt đủ hương vị của gạo cháy xém. Thức uống này thường được thực hiện bằng cách sử dụng một nồi nấu ăn truyền thống (bằng sắt, giống như một lò Hà Lan), nhưng nồi cơm điện hiện đại thường không để lại một lớp cháy gạo rang sau khi được nấu.
Với sự ra đời của bếp điện gạo hiện đại, sungnyung đã mất phổ biến của nó theo thời gian và nó được coi nỗi hoài niệm. Tuy nhiên, vào cuối thế kỷ 20 nó đã bắt đầu được phổ biến một lần nữa và nhiều nồi cơm điện hiện nay đến với khả năng nấu ăn sungnyung. Trong một số siêu thị, người ta bán một dạng bột của nurungji, có thể được sử dụng để làm sungnyung cần ít thời gian bởi chỉ cần thêm nước sôi.
Đối với một số người Hàn Quốc ăn không ngon miệng vào buổi sáng, sungnyung được sử dụng thay thế cho một bữa ăn sáng thường xuyên. Tuy nhiên, thức uống này thường được phục vụ sau bữa ăn.